# 琴寶羅
琴寶羅（1961年1月7日—），韓國女演員。

## 演出作品

### 電視劇
- 1983年：KBS《開國》飾演 般若
- 1993年：KBS《往十里》
- 1994年：KBS《煙火》
- 1997年：MBC《我生存的理由》
- 1998年：KBS《野望的傳說》
- 1998年：KBS《恩雅的花園》
- 2000年：KBS《太祖王建》飾演 王妃朴氏
- 2001年：MBC《狐狸與棉花糖》
- 2002年：KBS《兩個男人的故事》
- 2003年：MBC《大長今》飾演 羅州宅
- 2004年：MBC《天生緣分》
- 2004年：SBS《順風女子》
- 2005年：SBS《露露公主》飾演 朴女士
- 2005年：MBC《我們結婚吧》
- 2005年：SBS《餅乾老師星星糖》飾演 裴藝達
- 2006年：SBS《不良家族》飾演 嚴智淑
- 2006年：KBS《春天華爾滋》飾演 玄知淑
- 2006年：MBC《真的真的喜歡你》飾演 李韓淑
- 2007年：MBC《在我身邊》飾演 柳日心
- 2007年：MBC《順其自然》飾演 池景淑
- 2008年：SBS《妻子的誘惑》飾演 白美人
- 2009年：MBC《2009外人球團》飾演 賢智母
- 2009年：MBC《創造情緣》飾演 申珍希
- 2010年：SBS《濟眾院》飾演 錫蘭母
- 2012年：SBS《我人生的甘霖》飾演 吳敏雅
- 2012年：MBC《May Queen》飾演 趙多純
- 2013年：MBC《金子輕鬆出來吧》飾演 閔英愛（玄泰母）
- 2013年：tvN《馬鈴薯星2013QR3》飾演 王有晶
- 2013年：MBC《握住我的手》飾演 姜陽順
- 2014年：MBC《來了！張寶利》 飾演 李華妍
- 2015年：SBS《我的心一閃一閃》飾演 黃美慈
- 2015年：KBS《製作人》
- 2015年：MBC《夏娃的愛情》飾演 慕華卿
- 2016年：MBC《吹吧，美風啊》飾演 黃琴瑟
- 2017年：MBC《訓長吳純南》飾演 毛華蘭
- 2017年：MBC《前世的冤家們》飾演 吳莎拉
- 2018年：SBS《善良魔女傳》飾演 卞玉貞
- 2019年：MBC《龍王保祐》飾演 方得熙
- 2021年：KBS《國家代表妻子》飾演 羅善德

### 電影
- 1980年：《水菩蘿》
- 1980年：《白色微笑》
- 1985年：《壯士的夢》
- 1987年：《Blue Heart》
- 1989年：《狼的好奇心 鴿子的偷竊》
- 1993年：《蜜月旅行》
- 2004年：《我也去》
- 2005年：《長腿叔叔》
- 2005年：《戀愛對決》
- 2020年：《五月的情海》

## 綜藝節目
- 2013年：JTBC《隱藏歌手》嘉賓（2013年3月23日）